# USS Eaton (DD-510)
USS Eaton (DD-510/DDE-510) là một tàu khu trục lớp Fletcher được Hải quân Hoa Kỳ chế tạo trong Chiến tranh Thế giới thứ hai. Nó là chiếc tàu chiến duy nhất của Hải quân Mỹ được đặt theo tên William Eaton (1764–1811), sĩ quan và là Lãnh sự tham gia cuộc Chiến tranh Barbary thứ nhất. Nó được cho xuất biên chế sau khi Thế Chiến II kết thúc, nhập biên chế trở lại năm 1951 và tiếp tục tham gia cuộc Chiến tranh Việt Nam, cho đến khi ngừng hoạt động năm 1969 và bị đánh chìm như một mục tiêu năm 1970. Nó được tặng thưởng mười một Ngôi sao Chiến trận trong Thế Chiến II.

## Thiết kế và chế tạo
Eaton được đặt lườn tại xưởng tàu của hãng Bath Iron Works Corp. ở Bath, Maine vào ngày 17 tháng 3 năm 1942. Nó được hạ thủy vào ngày 20 tháng 9 năm 1942; được đỡ đầu bởi bà Mary Eaton Phillips, cháu năm đời của tướng Eaton; và nhập biên chế vào ngày 4 tháng 12 năm 1942 dưới quyền chỉ huy của Hạm trưởng, Thiếu tá Hải quân E. L. Beck.

## Lịch sử hoạt động

### 1943
Eaton khởi hành từ Casco Bay, Maine vào ngày 6 tháng 2 năm 1943 để nhận nhiệm vụ tại Mặt trận Thái Bình Dương. Đi đến Efate, New Hebrides vào ngày 7 tháng 3, nó tuần tra cùng với Đội Tuần dương 12 giữa cảng này và quần đảo Solomon. Nó cũng hộ tống các đoàn tàu vận tải đi lại giữa Espiritu Santo và Nouméa đến Guadalcanal. Sau ngày 10 tháng 8, từ một căn cứ mới ở Port Purvis thuộc đảo Florida, nó hỗ trợ cho các cuộc đổ bộ lên Rendova, Vella Lavella, và Baracoma. Đến tháng 9, nó gia nhập trở lại Đội Tuần dương 12 để càn quét tàu bè của Hải quân Nhật Bản trong eo biển New Georgia (biệt danh "Cái Khe"), đánh chìm nhiều xà lan đối phương. Chiếc tàu khu trục đã đánh chìm tàu ngầm Nhật I-20 trên mặt biển tại Vella Lavella vào ngày 1 tháng 10.
Sau một đợt nghỉ ngơi tại Auckland, New Zealand, Eaton đón lên tàu Chuẩn đô đốc G. H. Fort và ban tham mưu của ông vào ngày 26 tháng 10, và đã phục vụ như là soái hạm chỉ huy cho cuộc đổ bộ lên quần đảo Treasury vào ngày hôm sau. Sau đó, trước cuộc đổ bộ lên vịnh Nữ hoàng Augusta, nó dẫn trước các tàu quét mìn nhanh Tracy (DM-19) và Pruitt (DM-22) băng qua eo biển Bougainville để khóa chặt lối ra vào phía Đông vào đêm 1-2 tháng 11. Nó tiếp tục tuần tra từ Port Purvis đến đảo Bougainville; và vào ngày 13 tháng 11, nó đi đến để trợ giúp chiếc tàu tuần dương hạng nhẹ Denver (CL-58) bị hư hại trong Trận chiến vịnh Nữ hoàng Augusta. Được chiếc Dyson (DD-572) thay phiên vào sáng hôm sau, nó tiếp tục hộ tống các đoàn tàu tiếp liệu đi Bougainville, Treasury và Vella Lavella, cũng như bắn phá các vị trí pháo phòng thủ duyên hải và săn đuổi tàu bè đối phương.

### 1944
Eaton tham gia cuộc đổ bộ lên đảo Green, Papua New Guinea vào ngày 15 tháng 2 năm 1944, và lên đảo Emirau vào ngày 20 tháng 3. Nó lên đường vào ngày 4 tháng 5 để đi sang quần đảo Marshall, đi đến Majuro vào ngày 7 tháng 5. Từ ngày 29 tháng 5 đến ngày 2 tháng 6, nó cùng các tàu khu trục hộ tống Greiner (DE-37) và Sanders (DE-40) trinh sát và bắn phá đảo Kusaie về phía Đông quần đảo Caroline. Đến ngày 11 tháng 6, nó khởi hành từ Kwajalein để tham gia cuộc đổ bộ lên Saipan, vốn bắt đầu bốn ngày sau đó. Chiếc tàu khu trục đã cung cấp hỏa lực hỗ trợ, bắn pháo quấy phá và bắn pháo sáng ban đêm xuống Saipan và Tinian, bắt giữ ba phi công Nhật Bản bị bắn rơi trên một chiếc bè. Đến ngày 12 tháng 8, nó rời Saipan quay trở về vùng bờ Tây để được đại tu tại Xưởng hải quân Mare Island.
Eaton sau đó tham gia lực lượng hỗ trợ cho cuộc đổ bộ lên vịnh Leyte vào ngày 25 tháng 11. Nó đánh chìm một tàu hàng đối phương vào ngày 1 tháng 12, và đã bắn phá vịnh Ormoc lúc đang trên đường hỗ trợ cho cuộc đổ bộ lên Mindoro trong tháng 12. Nó quay trở về Manus vào ngày 23 tháng 12.

### 1945
Eaton có mặt tại vịnh Lingayen, Luzon vào ngày 9 tháng 1 năm 1945 để làm nhiệm vụ bảo vệ và tuần tra. Trong một cuộc tấn công vào đêm hôm sau, nó phá hủy một xuồng tấn công cảm tử khi chỉ còn cách con tàu 25 yd (23 m); vụ nổ đã khiến một thành viên thủy thủ đoàn thiệt mạng và 14 người khác bị thương. Nó tiếp tục hộ tống các tàu vận tải đi từ Lingayen đến Leyte trong tháng 1, bắn phá Corregidor trong tháng 2 trước khi quay trở lại vịnh Leyte vào ngày 1 tháng 3.
Cho đến tháng 5, Eaton tiếp tục hoạt động nhằm giải phóng hoàn toàn Philippines, tham gia cuộc đổ bộ lên vịnh Mangarin thuộc Mindoro, Panay và lên Mindanao. Khởi hành từ vịnh Subic vào ngày 7 tháng 6, nó đã hỗ trợ cho Chiến dịch Oboe Six, cuộc đổ bộ lên vịnh Brunei, Borneo vào ngày 10 tháng 6, hỗ trợ các hoạt động quét mìn và bắn pháo hỗ trợ cho hoạt động của các đội phá hoại dưới nước cũng như của binh lính Australia. Nó tiếp tục tham gia cuộc tấn công lên Balikpapan, một trung tâm lọc dầu quan trọng trong các ngày 1 và 2 tháng 7, trước khi quay trở về vịnh San Pedro vào ngày 5 tháng 7, căn cứ hoạt động chính của nó cho đến khi xung đột kết thúc.
Eaton lên đường vào ngày 28 tháng 8, hướng lên phía Bắc để hỗ trợ cho các hoạt động quét mìn trong biển Hoàng Hải ngoài khơi Jinsen (nay là Inchon), Triều Tiên, nhằm chuẩn bị cho cuộc đổ bộ chiếm đóng tiếp theo sau. Từ ngày 6 tháng 9 cho đến cuối tháng 10, nó chỉ đạo các hoạt động quét mìn tại vùng cửa sông Dương Tử đồng thời hoạt động như tàu kiểm soát ra vào cảng tại Thượng Hải trong thành phần Lực lượng Tuần tra sông Dương Tử. Vào ngày 9 tháng 9, năm tàu Nhật Bản tìm cách rời cảng bị Eaton ngăn chặn và lục soát. Sau đó nó tham gia Lực lượng Nam Trung Quốc đặt căn cứ tại Hong Kong, và viếng thăm các cảng trong chuyến càn quét dọc bờ biển Trung Quốc kéo dài 2.000 dặm, suốt từ Hải Phòng tại Đông Dương thuộc Pháp cho đến Hồ Lô Đảo, Mãn Châu, cho đến ngày 29 tháng 12. Nó cũng tham gia cùng đoàn tàu của Đông Dương thuộc Pháp đưa Tập đoàn quân 6 Trung Hoa sang Mãn Châu trên các tàu buôn.
Eaton quay trở về New York vào ngày 8 tháng 2 năm 1946, rồi lên đường đi Charleston, South Carolina vào tháng tiếp theo, nơi nó được cho xuất biên chế vào ngày 21 tháng 6 năm 1946 và được đưa về lực lượng dự bị.

### Sau chiến tranh
Được xếp lại lớp như một tàu khu trục hộ tống với ký hiệu lườn mới DDE-510 vào ngày 2 tháng 1 năm 1951, Eaton được cho nhập biên chế trở lại vào ngày 11 tháng 12 tại Xưởng hải quân Boston, rồi gia nhập Đội hộ tống 22 tại Norfolk, Virginia vào ngày 29 tháng 5 năm 1952. Con tàu đã hoạt động tại vùng biển Caribe, và thực hiện hai chuyến đi huấn luyện học viên sĩ quan vào mùa Hè năm 1953: một chuyến đến Anh, Pháp và Ý; và chuyến thứ hai đến Halifax, Nova Scotia. Nó lên đường vào ngày 28 tháng 4 năm 1954 để tham gia cuộc thực hành của Khối NATO ngoài khơi Derry, tiếp nối bằng một chuyến viếng thăm thiện chí đến các cảng Đức, Bỉ, Đan Mạch, Anh và Pháp trước khi tham gia Đệ Lục hạm đội để thực tập tại Địa Trung Hải, bao gồm một cuộc tập trận mô phỏng phòng thủ tại Thổ Nhĩ Kỳ, khi nó hai lần "đánh chìm" tàu ngầm Thổ Nhĩ Kỳ "đối phương". Trên đường quay trở về, nó tham gia cứu vớt bốn người sống sót từ chiếc SS Mormackite, và về đến Norfolk vào ngày 10 tháng 10.
Vào đầu những năm 1950, Eaton mắc tai nạn va chạm với một tàu ngầm trên mặt nước, nhưng nó không bị hư hại nhờ phản ứng cơ động né tránh khéo léo của hạm trưởng; chiếc tàu ngầm bị hư hại kính tiềm vọng và tháp chỉ huy. Sang đầu năm 1956, trong một cuộc thực tập chống tàu ngầm, nó lại va chạm với tàu khu trục Power (DD-839).

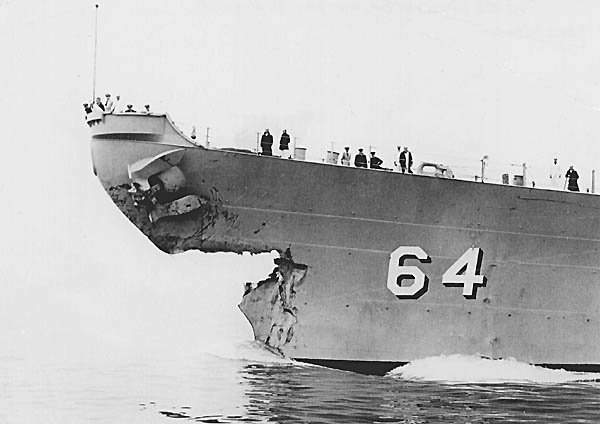
Thiết giáp hạm Wisconsin bị hư hại mũi tàu do va chạm với Eaton, 6 tháng 5 năm 1956

Vào ngày 6 tháng 5 năm 1956, trong hoàn cảnh sương mù dày đặc ngoài khơi Virginia Capes, thiết giáp hạm Wisconsin (BB-64) đã mắc tai nạn va chạm với Eaton khi di chuyển vào ban đêm ở tốc độ cao 20 kn (37 km/h). Vụ va chạm đã gây hư hại nghiêm trọng cho cả hai con tàu, khi mũi chiếc thiết giáp hạm đã đâm vào mạn phải Eaton ngay trước cầu tàu, xuyên qua đến mạn trái và làm vỡ lườn tàu. Sĩ quan trực cầu tàu đã cứu con tàu bằng cách dùng dây xích kết hai phần của con tàu lại và đóng các cửa ngăn kín nước; chỉ có một thủy thủ bị thương do tai nạn này. Hạm trưởng của Eaton, Trung tá Hải quân Richard Varley, bị đưa ra Tòa án quân sự và bị kết tội do bất cẩn. Trong một vụ tai nạn khác, tên lửa chống tàu ngầm RUR-4 Weapon Alpha bị phóng trượt, khiến đầu đạn rơi xuống và kích nổ làm một thủy thủ thiệt mạng.
Một chuyến đi sang Châu Phi từ ngày 18 tháng 3 đến ngày 26 tháng 7 năm 1957 đã đưa Eaton đi ngang qua Azores để viếng thăm Freetown, Simonstown, Mombasa, Aden và Massawa, hoạt động tại Hồng Hải giữa Aden và Massawa trong phần lớn thời gian của tháng 5, rồi băng qua kênh đào Suez đến các cảng Địa Trung Hải trước khi quay trở về Norfolk. Nó viếng thăm vùng biển nước Anh vào mùa Thu 1957, và có hai chuyến đi sang Canada xen kẻ với các hoạt động tại Đại Tây Dương và vùng biển Caribe cho đến năm 1960. Chiếc tàu khu trục cũng từng can dự vào Sự kiện Vịnh Con Lợn tại Cuba năm 1961, và kéo một tàu khảo sát hỏng của Hải quân Hoa Kỳ ra khỏi cảng La Habana.
Vào đầu những năm 1960, Eaton đảm nhận vai trò soái hạm cho Hải đội Khu trục 28, và phục vụ trong thành phần Đội khu trục 282 cùng với Bache (DD-470), Murray (DD-576) và Beale (DD-471). Nó từng phục vụ tại Việt Nam trong những năm 1967-1968, hoạt động bắn hải pháo hỗ trợ lực lượng trên bờ dọc bờ biển Việt Nam.
Eaton được cho xuất biên chế vào ngày Lễ Chiến sĩ trận vong (Memorial Day) 26 tháng 5 năm 1969. Sau đó nó được kéo đi và bị đánh chìm như một mục tiêu vào ngày 27 tháng 3 năm 1970, trong một cuộc thực tập tác xạ tại Đại Tây Dương, tại vị trí cách 90 nmi (170 km) ngoài khơi Norfolk, Virginia.

## Phần thưởng
Eaton được tặng thưởng mười một Ngôi sao Chiến trận do thành tích phục vụ trong Thế Chiến II.